# Report to the Commissioner
Report to the Commissioner é um filme estadunidense, de 1975, dos gêneros drama e policial, dirigido por Milton Katselas, roteirizado por Abby Mann  e Ernest Tidyman, baseado no livro de James Mills, música de Elmer Bernstein.

## Sinopse
Policial inexperiente é encarregado de procurar garota fugitiva, ignorante do fato de ser ela também uma policial disfarçada, em uma investigação de tráfico de intorpecentes.

## Elenco
- Michael Moriarty ....... Bo Lockley
- Yaphet Kotto ....... Richard 'Crunch' Blackstone
- Susan Blakely ....... Patty Butler
- Hector Elizondo ....... Capitão D'Angelo
- Tony King ....... Thomas 'Stick' Henderson
- Michael McGuire ....... Tenente Hanson
- Edward Grover ....... Capitão Strichter
- Dana Elcar ....... Chefe Perna
- Bob Balaban ....... Joey Egan (como Robert Balaban)
- William Devane ....... Promotor assistente D.A. Jackson
- Stephen Elliott ....... Comissário de polícia
- Richard Gere ....... Billy
- Vic Tayback ....... Tenente Seidensticker
- Albert Seedman ....... Detetive Schulman
- Noelle North ....... Samantha